# ناروتو: صدام النينجا (سلسلة)
سلسلة صدام النينجا (بالإنجليزية: Naruto: Clash of Ninja)‏ المعروفة في اليابان باسم ناروتو: معركة النينجا العظيم (ナルト-激闘忍者大戦! ناروتو: جيكتو نينجا تايسن!) أو هي سلسلة ألعاب قتال ثلاثية الأبعاد بتظليل رسومي مقتبسة من سلسلة المانغا والأنمي المشهورين ناروتو للمانغاكا ماساشي كيشيموتو. طورت إيتنغ السلسلة ونشرتها دي3 بابليشر و‌تومي. هناك أربع ألعاب متاحة لمنصة غيم كيوب وسبع أخرى لمنصة وي. ألعاب ناروتو: صدام النينجا وصدام النينجا 2 والثورة والثورة 2 والثورة 3 متاحة في الولايات المتحدة. وألعاب ناروتو: صدام النينجا 2 والثورة والثورة 2 متاحة في منطقة بال. أُصدرت ناروتو شيبودن: ثورة صدام النينجا 3 في 9 أبريل 2010. جميع الإصدارات - عدا ثلاثية الثورة - قد أُصدرت في اليابان.
كل إصدار من السلسلة كان له العديد من طرق اللعب والعديد من الأنماط المتنوعة. قدمت ألعاب جديدة أنماط إضافية ظهرت في ألعاب لاحقة. يتحكم اللاعب مباشرةً بشخصية مأخوذة من سلسلة ناروتو ويستخدم قدراتها الفريدة لقتال خصم وهزيمته. تتضمن الألعاب الجديدة من السلسلة أحداث أكثر من سلسلة ناروتو في نمط القصة، وتميل لأن تبقى وفية للمادة الأصلية. ونتيجة لذلك، اختيار الشخصيات يتزايد مع كل إصدار بسبب تضمين أحداث أكثر من السلسلة. بالألعاب الجديدة التي تجسد ناروتو شيبودن - الجزء الثاني من سلسلة ناروتو - أُعيد تصميم الكثير من الشخصيات جوهريًا وقُيِّد الاختيار بالمقابل. التفاعلات على الإصدارات المبكرة كانت متباينة، في حين أن الإصدارات اللاحقة قد لاقت تفاعلات أكثر إيجابًا، وكثير من اللاعبين قد أثنوا على نظام القتال السهل في تعلمه، في حين أن انتقد آخرون نظام القتال، ونقص المحتوى القابل للإتاحة.

## نظام اللعب
في كل لعبة من السلسلة، يتحكم اللاعب بعدة شخصيات في اللعبة من سلسلة ناروتو. مثل كل ألعاب القتال، يبارز اللاعب بشخصية ضد شخصية أخرى يتحكم بها لاعب آخر أو ذكاء اصطناعي خاص باللعبة، بناءً على أي نمط يلعب فيه اللاعب. الهدف من كل لعبة هو تقليل صحة الخصم إلى صفر اعتمادًا على هجمات أساسية وتقنيات فريدة خاصة بكل شخصية مأخوذة من المادة الأصلية. على سبيل المثال، يمكن لناروتو أوزوماكي استخدام تقنيته الشهيرة تقنية السراب المتعدد (影分身の術 كاغي بونشين نو جِتسو، حرفيًا، "تقنية نسخة الظل") ويمكن لروك لي تسخير الكثير من تقنيات أسلوبه القبضة القوية. تمتلك الشخصيات شريط تشاكرا متاح، والذي يُستنفذ عند تنفيذ تقنية خاصة. كل لعبة في السلسلة تحوز أيضًا العديد من الأنماط التي تعرض أنماط مختلفة من اللعب. يحكي نمط القصة في اللعبة الحبكة من الأنمي والمانغا، بوجود نمط مواجهة والذي يضع لاعبين اثنين ضد بعضهما البعض. تضيف كل لعبة في السلسلة أنماطًا جديدة، بالإضافة إلى دمج المزايا الجديدة في اللعبة. تميزت الألعاب المبكرة بإتاحة الشخصيات عبر المتجر والحصول على الأموال في المعارك. تتميز معظم الألعاب بقسم إضافي «أوماكي» والذي يحتوي على الموسيقى والتأثيرات الصوتية ومجسمات الشخصيات.

## غيم كيوب

### ناروتو: صدام النينجا
ناروتو: صدام النينجا (بالإنجليزية: Naruto: Clash of Ninja)‏ كما تُعرف في أمريكا الشمالية أو ناروتو: معركة النينجا العظيم (ナルト-激闘忍者大戦! ناروتو: جيكتو نينجا تايسن!) كما تُعرف في اليابان، وهي الإصدار الأول من سلسلة صدام النينجا (الأمريكية واليابانية) وأول لعبة لسلسلة ناروتو في اليابان وأمريكا الشمالية. احتوت اللعبة على 10 شخصيات وأُصدرت في اليابان في 11 أبريل 2003. أُعلن عن اللعبة في أمريكا الشمالية مع اللعبة اللاحقة لها صدام النينجا 2 في 27 أكتوبر 2005، للإصدار في عام 2006، وأصدرت في 7 مارس 2006. تحكي حبكة اللعبة عن تخرج ناروتو من الأكاديمية وبداية اختبارات التشونين.

### ناروتو: صدام النينجا 2
ناروتو: صدام النينجا 2 (بالإنجليزية: Naruto: Clash of Ninja 2)‏ كما تُعرف في أمريكا الشمالية أو ناروتو: معركة النينجا العظيم 2 (ナルト-激闘忍者大戦! 2 ناروتو: جيكتو نينجا تايسن! 2) كما تُعرف في اليابان، وفي أوروبا باسم ناروتو: صدام النينجا النسخة الأوروبية (بالإنجليزية: Naruto: Clash of Ninja European Version)‏، وهي الإصدار الثاني من السلسلة (الأمريكية واليابانية). أُصدرت في اليابان 4 ديسمبر 2003. وأُعلن عنها في الولايات المتحدة مع سابقتها ناروتو: صدام النينجا للإصدار في عام 2006 في أمريكا الشمالية واحتوت على 22 شخصية وأُصدرت في 26 ستبمبر 2006. تحكي اللعبة عن حبكة السلسلة، في نظام القصة، بدءًا بتخرج ناروتو من الأكاديمية حتى نهاية اختبار الشونين. تحتفظ اللعبة بشخصيات من الإصدار الأول وشخصيات مضافة من اختبار الشونين. يسمح هذا الفصل لأربعة لاعبين بالقتال جماعيًا في نفس الوقت. يمكن الحصول على ميزات قابلة للإتاحة في اللعبة عن طريق إتمام مهام معينة وتُضاف إلى متجر اللعبة، ثم استخدام المال المجني من القتال لشراء هذه الميزات.

### ناروتو: معركة النينجا العظيم 3
ناروتو: معركة النينجا العظيم 3 (ナルト-激闘忍者大戦! 3 ناروتو: جيكتو نينجا تايسن! 3) هي الإصدار الثالث من السلسلة اليابانية. أُعلن عنها في اليابان في 3 أغسطس 2004، وأُصدرت في اليابان في 20 نوفمبر 2004. تغطي اللعبة أحداث الأنمي ابتداءً من اختبار الشونين حتى البحث عن تسونادي. تقدم اللعبة القدرة لتغيير الأشكال أثناء المعركة وتعطي بعض الشخصيات هجمات خاصة ثانية. بالإضافة أنها تعمل بنظام الفريق الثنائي من صدام النينجا 2، وتمنح اللاعبين القدرة على استخدام ميزات الفرق. بينما أُصدرت اللعبة حصريًا في اليابان، صُنع منها لاحقًا نسخة أخرى للوي باسم ناروتو: صدام ثورة النينجا بشخصيات أقل.

### ناروتو: معركة النينجا العظيم 4
ناروتو: معركة النينجا العظيم 4 (ナルト-激闘忍者大戦! 4 ناروتو: جيكتو نينجا تايسن! 4) هي الإصدار الرابع من السلسلة اليابانية. أُصدرت في اليابان في 21 نوفمبر 2005. اللعبة تغطي الأحداث منذ عودة إيتاتشي حتى هروب ساسوكي واستراداده. تمنح اللعبة أيضًا القدرة على أن تقاتل شخصيتان بعضمها البعض معًا، وتترواح من مباراة 3 ضد 3 إلى عراك رباعي. الشيء الأكثر ملاحظة، أزالت اللعبة ميزة المتجر، وأصبحت الأشياء القابلة للإتاحة تُكتسَب ببساطة عن طريق مطابقة معايير معينة نمط المهمات الجديد باللعبة. ويجبر نظام المهمات الجديد اللاعب على مقاتلة خصوم بشكل تصاعدي في القوة تحت ظروف محددة وبطرق مختلفة للفوز ليتمكن من إنهاء كل مهمة. أُصدرت هذه اللعبة حصريًا لليابان.

## وي

### ناروتو شيبودن: معركة النينجا العظيم! إي إكس
ناروتو شيبودن: معركة النينجا العظيم! إي إكس (ナルト 疾風伝 激闘忍者大戦! EX ناروتو شيبودن: جيكتو نينجا تايسن! إي إكس) هي الإصدار الخامس من سلسلة صدام النينجا الحصرية في اليابان. هذه اللعبة هي أول لعبة تصدر في السلسلة بنظام الوي، وأُصدرت في اليابان في 22 فبراير 2007. هذه اللعبة تستخدم جهاز تحكم الوي عن بعد عن طريق تلويح الجهاز في اتجاهات مختلفة، ولكن جهازي تحكم غيم كيوب ووي التقليدي يمكن استخدامهما أيضًا. تجري أحداث اللعبة أثناء مسلسل ناروتو شيبودن وخصوصًا في جزء إنقاذ الكازيكاغي. استبدلت اللعبة الشخصيات من الألعاب السابقة بشخصيات جديدة مخصصة لسلسلة شيبودن (وخصوصًا أن ساسوكي أوتشيها شخصية غير لاعبة).

### ناروتو: ثورة صدام النينجا
ناروتو: ثورة صدام النينجا (بالإنجليزية: Naruto: Clash of Ninja Revolution)‏ هي الإصدار الثالث من سلسلة صدام النينجا الأمريكية وأُصدرت في 23 أكتوبر 2007 واحتوت على 20 شخصية. تغطي اللعبة الأحداث اختبار الشونين حتى نهاية البحث عن تسونادي. كانت ناروتو: صدام ثورة النينجا بشكل أساسي إصدار محسن من ناروتو: معركة النينجا العظيم 3 وتستخدم نفس محرك نظام اللعب للعبة ناروتو شيبودن: معركة النينجا العظيم! إي إكس. تستخدم اللعبة ملحق نونتشوك الخاص بجهاز وي للتحكم عن بعد، للهجمات الأساسية وللهجمات الخاصة التي تتطلب حركات محددة من كلا العنصرين. المتحكم التقليدي وذراع تحكم غيم كيوب أيضًا متوافقان مع اللعبة. رُشحت اللعبة أفضل لعبة قتال على وي في 2007.

### ناروتو شيبودن: معركة النينجا العظيم! إي إكس 2
ناروتو شيبودن: معركة النينجا العظيم! إي إكس 2 (ナルト 疾風伝 激闘忍者大戦! EX 2 ناروتو شيبودن: جيكتو نينجا تايسن! إي إكس 2) هي اللعبة السادسة من سلسلة صدام النينجا اليابانية. أُصدرت في 29 نوفمبر 2007. هذه هي أول لعبة لناروتو شيبودن تجعل من ساسوكي شخصية لاعبة فيها. جميع الشخصيات قابلة للعب بأشكالهم ما بعد الإزاحة الزمنية، في حين أن ناروتو وساسوكي متاحين للعب بشكليهما ما قبل الإزاحة الزمنية. تضمنت اللعبة ميزتين جديدتين. أولهما «مناطق الخطر» وهي مخاطر موجودة في مراحل يمكنها أن تؤذي شخصية اللاعب عند الاصطدام بها (على سبيل المثال، الأشواك على جدران الهاوية). وثانيهما هي آلية أختام اليد الجديدة، التي يمكن للاعبين استخدامها لرفع قوة هجوم الشخصية أو التشاكرا (الطاقة)، ولبعض الشخصيات، التحول داخل اللعبة.

### ناروتو: ثورة صدام النينجا 2
ناروتو: ثورة صدام النينجا 2 (بالإنجليزية: Naruto: Clash of Ninja Revolution 2)‏ هي اللعبة الإنجليزية الرابعة من سلسلة صدام النينجا، واللعبة الثانية من سلسلة الثورة. أُصدرت اللعبة في الولايات المتحدة في 21 أكتوبر 2008، وفي أوروبا في 13 فبراير 2009، وفي أستراليا في 12 نوفمبر 2008. تتميز اللعبة بقصة أصلية غير موجودة في الأنمي أو المانغا، وتقع أحداثها بعد هروب ساسوكي من القرية بحثًا عن القوة. تحتوي اللعبة على 35 شخصية لاعبة، بالإضافة إلى أن اللعبة أتت بأنظمة لعب جديدة مثل نظام مهمات جديد بثلثمئة مهمة، بعشر مهمات لكل شخصية؛ وأعادت أنماط أخرى، مثل نمط أوبورو - الآن يسمى نمط كوميتيه - وأنماط أخرى أصغر. جميع مخططات التحكم من اللعبة الأصلية متاحة، وتتميز اللعبة بنمط قتال فرق معاد صياغته، وبرغم ذلك اِستُبعِد نمط اللعب الجماعي على الإنترنت لصالح موازنة الشخصيات وإتقان نمط قصة اللعبة. تقدم اللعبة لجمهور شمال أمريكا آلية أختام اليد من لعبة ناروتو شيبودن: معركة النينجا العظيم! إي إكس 2، والتي يمكن للشخصيات استخدامها لجني الطاقة أو تعزيز قوتهم الهجومية مؤقتًا. رُشِّحت اللعبة لجائزة أفضل لعبة للوي من آي جي إن من جوائز ألعاب الفيديو لعام 2008.

### ناروتو شيبودن: معركة النينجا العظيم! إي إكس 3
ناروتو شيبودن: معركة النينجا العظيم! إي إكس 3 (ナルト 疾風伝 激闘忍者大戦! EX 3 ناروتو شيبودن: جيكتو نينجا تايسن! إي إكس 3) هي الإصدار السابع من سلسلة صدام النينجا اليابانية. تأكد إصدارها في 29 أغسطس 2008؛ أُصدرت اللعبة في 27 نوفمبر 2008 في اليابان. أُضيف نظام جديد يدعى «نمط تصادم الإعصار»، حيث يتخذ اللاعبون حشودًا من النينجا في مستويات موضوعة على أماكن السلسلة. أُضيفت خاصية أخرى تدعى «سينزاي نينريكي» التي يستخدمها اللاعبون للوصول إلى مستوى قوة جديد عندما يبلغون النمط الحرج. تحتوي اللعبة على قصة ناروتو شيبودن أصلية وبداية جزء هيدان وكاكوزو. وتحتوي كذلك على نمط الفريق الثنائي.

### ناروتو شيبودن: ثورة صدام النينجا 3
ناروتو شيبودن: ثورة صدام النينجا 3 (بالإنجليزية: Naruto Shippuden: Clash of Ninja Revolution 3)‏ هي الإصدار الخامس من سلسلة صدام النينجا الإنجليزية، والإصدار الثالث من سلسلة الثورة. أُصدرت في أمريكا الشمالية في 17 نوفمبر 2009 وفي منطقة البال في 9 أبريل 2010، باسم ناروتو شيبودن: ثورة صدام النينجا 3 النسخة الأوروبية. تحكي اللعبة جزء إنقاذ غارا وتحتوي على 40 شخصية لاعبة وبيئات قتال وكذلك مبارايات الواي فاي الجماعية والمباريات التعاونية وقوة النينجا الكامنة ونظام المعارك المحدث. لدى هذه اللعبة خاصية جديدة: القدرة على استدعاء رفيقك في الفريق لمساعدتك في القتال. تتميز نسخة البال بإصلاحات لأعطال طفيفة، وإعادة توازن لشخصيات قليلة وكذلك أداء صوتي ياباني في كل مكان ما عدا القائمة الرئيسية ومشاهد نمط القصة.

### ناروتو شيبودن: معركة النينجا العظيم! المميز
ناروتو شيبودن: معركة النينجا العظيم! المميز (ナルト 疾風伝 激闘忍者大戦! Special ناروتو شيبودن: جيكتو نينجا تايسن! سبشيال) هي الإصدار الثامن من سلسلة صدام النينجا اليابانية. تتميز اللعبة بقائمة شخصيات محدَّثة وشريط استبدال و‌واي فاي. أُصدرت اللعبة في اليابان في 2 ديسمبر 2010. وهي آخر لعبة في السلسلة.

## الشخصيات المتاحة
الشخصيات المتواجدة في سلسلة صدام النينجا مستندة بشكل مباشر إلى الشخصيات المأخوذة من أنمي ناروتو. تقدم كل لعبة مجموعة جديدة من الشخصيات، والتي تستمد أشكالها وقدراتها من المادة الأصلية. وبما أن ناروتو شيبودن: معركة النينجا العظيم! إي إكس والألعاب اللاحقة لها تتحدث عن قصة ناروتو شيبودن - والتي تقع أحداثها بعد عامين ونصف من السلسلة الأصلية - فإن شكل الشخصيات مختلف قليلاً. وعلى هذا النحو، فإن الكثير من الشخصيات على منصة غيم كيوب تختلف جذريًا عن مثيلاتها بسلسلة إي إكس والمميز. ناروتو شيبودن: معركة النينجا العظيم! إي إكس هي أول لعبة في السلسلة تحتوي على الشخصيات ما قبل الإزاحة الزمنية وما بعدها، باستثناء ناروتو وساسوكي في إي إكس 2 و3.
| الشخصية                          | 1 | 2      | 3      | 4   | إي إكس | الثورة | إي إكس 2 | الثورة 2 | إي إكس 3 | الثورة 3 | المميز |
| -------------------------------- | - | ------ | ------ | --- | ------ | ------ | -------- | -------- | -------- | -------- | ------ |
| ناروتو أوزوماكي                  |   | [ 35 ] | [ 36 ] |     |        |        | [ب]      | [ 37 ]   | [ب]      | [ 32 ]   |        |
| ناروتو ذو التسعة ذيول            |   | [ 35 ] | [أ]    | [أ] |        | [أ]    | [أ]      | [أ]      | [أ]      |          |        |
| ناروتو ذو الذيل الواحد           |   |        |        |     | [أ]    |        |          | [ 26 ]   |          | [أ]      |        |
| ناروتو ذو الثلاثة ذيول           |   |        |        |     |        |        | [أ]      |          | [أ]      |          | [أ]    |
| ناروتو الناسك                    |   |        |        |     |        |        |          |          |          |          |        |
| ساسوكي أوتشيها                   |   |        |        |     |        |        |          |          |          |          |        |
| شارينغان ساسوكي                  |   |        | [أ]    | [أ] |        | [أ]    | [أ][ب]   | [أ]      | [أ][ب]   | [ج]      | [ج]    |
| مانغيكيو شارينغان ساسوكي         |   |        |        |     |        |        |          |          |          |          |        |
| ساسوكي ذو الحالة الثانية         |   |        |        |     |        |        |          |          |          |          |        |
| ساكورا هارونو                    |   | [ 35 ] |        |     |        | [ 19 ] |          | [ 37 ]   |          | [ 32 ]   |        |
| كاكاشي هاتاكي                    |   | [ 35 ] | [ 36 ] |     |        |        | [ 19 ]   | [ 40 ]   |          | [ 32 ]   | [ 41 ] |
| شارينغان كاكاشي                  |   | [ 35 ] | [أ]    | [أ] | [أ]    | [أ]    | [أ]      | [أ]      | [أ]      | [أ]      | [أ]    |
| كاكاشي الأنبو                    |   |        |        |     |        |        |          |          |          |          |        |
| ساي                              |   |        |        |     |        |        | [ 43 ]   |          |          |          | [ 41 ] |
| ياماتو                           |   |        |        |     |        |        | [ 43 ]   |          |          |          | [ 41 ] |
| روك لي                           |   | [ 35 ] | [ 36 ] |     |        |        |          | [ 26 ]   |          | [ 32 ]   |        |
| روك لي بالثماني بوابات           |   | [أ]    | [أ]    | [أ] | [أ]    | [أ]    | [أ]      | [أ]      | [أ]      | [أ]      | [أ]    |
| نيجي هيوغا                       |   | [ 35 ] |        |     |        |        |          |          |          | [ 32 ]   |        |
| تن تن                            |   |        |        |     |        |        |          |          |          |          |        |
| مايت غاي                         |   | [ 35 ] |        |     |        |        |          | [ 37 ]   |          | [ 32 ]   |        |
| تشوجي أكيميتشي                   |   |        |        |     |        |        |          | [ 26 ]   |          |          |        |
| شيكامارو نارا                    |   | [ 35 ] |        |     |        |        |          | [ 37 ]   |          | [ 44 ]   |        |
| إينو يامانكا                     |   | [ 35 ] |        |     |        |        |          | [ 45 ]   |          |          |        |
| أسوما ساروتوبي                   |   |        |        |     |        |        | [ 43 ]   | [ 46 ]   |          |          |        |
| كيبا إينوزوكا                    |   | [ 35 ] |        |     |        |        |          | [ 26 ]   |          |          |        |
| أكامارو                          |   | [ 35 ] |        |     |        |        |          |          |          |          |        |
| شينو أبورامي                     |   |        |        |     |        |        |          |          |          |          |        |
| هيناتا هيوغا                     |   | [ 35 ] |        |     |        |        |          |          |          |          |        |
| هيناتا المتيقظة                  |   |        |        |     |        |        |          | [ 47 ]   |          | [أ]      | [أ]    |
| كوريناي يوهي                     |   |        |        |     |        |        |          | [ 46 ]   |          |          |        |
| غارا                             |   | [ 35 ] |        |     |        |        |          | [ 37 ]   |          |          |        |
| كانكورو                          |   | [ 35 ] |        |     |        |        |          | [ 37 ]   |          |          |        |
| الغراب                           |   | [ 35 ] |        |     |        |        |          |          |          |          |        |
| تيماري                           |   |        |        |     |        |        |          | [ 37 ]   |          |          |        |
| باكي                             |   |        |        |     |        |        |          |          | [ 48 ]   |          |        |
| جيرايا                           |   |        | [ 36 ] |     |        |        |          | [ 38 ]   |          | [ 32 ]   |        |
| أوروتشيمارو                      |   | [ 35 ] |        |     |        |        | [ 43 ]   |          |          |          |        |
| تسونادي (الشهاب الخامسة)         |   |        | [ 36 ] |     |        |        |          | [ 37 ]   |          | [ 32 ]   |        |
| تشيو                             |   |        |        |     |        |        |          |          |          | [ 32 ]   |        |
| هيروزين ساروتوبي (الشهاب الثالث) |   |        |        |     |        |        |          |          |          |          |        |
| ميناتو ناميكازي (الشهاب الرابع)  |   |        |        |     |        |        |          |          |          |          |        |
| إيروكا أمينو                     |   | [ 35 ] |        |     |        |        |          |          |          |          |        |
| ميزوكي                           |   | [ 35 ] |        |     |        |        |          |          |          |          |        |
| أنكو ميتاراشي                    |   |        |        |     |        |        |          | [ 47 ]   |          | [ 49 ]   |        |
| أنكو بالعلامة الملعونة           |   |        |        |     |        |        |          |          |          | [أ]      | [أ]    |
| كيلر بي                          |   |        |        |     |        |        |          |          |          |          | [ 41 ] |
| كيلر بي ذو الثمانية ذيول         |   |        |        |     |        |        |          |          |          |          | [أ]    |
| إيه (الرايكاغي الرابع)           |   |        |        |     |        |        |          |          |          |          | [ 41 ] |
| يوغاو أوزوكي                     |   |        |        |     |        |        |          |          |          |          |        |
| كوماتشي                          |   |        |        |     |        |        |          |          |          |          |        |
| توا                              |   |        |        |     |        |        |          |          |          |          |        |
| زابوزا موموشي                    |   | [ 35 ] |        |     |        |        |          |          |          |          |        |
| هاكو                             |   | [ 35 ] |        |     |        |        |          |          |          |          |        |
| إيتاتشي أوتشيها                  |   |        |        |     |        |        | [ 19 ]   | [ 37 ]   |          | [ 32 ]   |        |
| كيسامي هوشيغاكي                  |   |        |        |     |        |        |          |          |          | [ 32 ]   | [ 41 ] |
| ساسوري الحقيقي                   |   |        |        |     |        |        | [ 19 ]   |          |          |          |        |
| ساسوري في هيروكو                 |   |        |        |     |        |        | [ 19 ]   |          |          |          |        |
| ديدارا                           |   |        |        |     |        |        | [ 19 ]   |          |          |          |        |
| هيدان                            |   |        |        |     |        |        |          |          |          |          |        |
| كاكوزو                           |   |        |        |     |        |        |          |          |          |          |        |
| جيروبو                           |   |        |        |     |        |        |          |          |          |          |        |
| كيدومارو                         |   |        |        |     |        |        |          |          |          |          |        |
| ساكون وأوكون                     |   |        |        |     |        |        |          |          |          |          |        |
| تايويا                           |   |        |        |     |        |        |          |          |          |          |        |
| كيميمارو                         |   |        |        |     |        |        |          |          |          |          |        |
| كابوتو ياكوشي                    |   |        |        |     |        |        |          |          |          |          |        |
| باندو                            |   |        |        |     |        |        |          |          |          |          |        |
| كاغورا                           |   |        |        |     |        |        |          |          |          |          |        |

ملاحظات
أ ^ هذا يعني تحول الشخصية المذكورة في اللعبة.
ب ^ هذا يعني أن الشخصية قابلة اللعب بشكل ما قبل الإزاحة الزمنية وما بعدها.
ج ^ هذا يعني أن عين الشارينغان مُفعَّلة دائمًا.

## الاستقبال
| لعبة                                          | فاميتسو | ميتاكريتيك |
| --------------------------------------------- | ------- | ---------- |
| ناروتو: صدام النينجا                          | 31/40   | 72/100     |
| ناروتو: صدام النينجا 2                        |         | 74/100     |
| ناروتو: معركة النينجا العظيم 4                | 29/40   |            |
| ناروتو شيبودن: معركة النينجا العظيم! إي إكس   | 25/40   |            |
| ناروتو: ثورة صدام النينجا                     |         | 74/100     |
| ناروتو: ثورة صدام النينجا 2                   |         | 72/100     |
| ناروتو شيبودن: معركة النينجا العظيم! إي إكس 3 | 26/40   |            |
| ناروتو شيبودن: ثورة صدام النينجا 3            |         | 74/100     |
| ناروتو شيبودن: معركة النينجا العظيم! المميز   | 27/40   |            |

تلقت صدام النينجا تفاعلات متباينة من النقاد. أعطى ميتاكريتيك - موقع يجمع النقاط من عدة نشرات لألعاب الفيديو - صدام النينجا مجموع نقاط 72/100. أشاد موقع آي جي إن بالنظام القتالي للعبة على أنه «متزن جدًا وسريع بشكل يثير الدهشة وممتع للغاية»، وعلق الموقع كذلك على «الرسوميات المذهلة» للعبة وكذلك «الصوت القوي». وعلى عكس آي جي إن، أظهر موقع غيم سبوت مراجعة أكثر سلبية، وسخر من أنماط اللعبة المختلفة على أنها «مملة جدًا ومتوقعة»، وانتقد كذلك نقص الاختلافات الملحوظة في أسلوب اللعب لشخصيات اللعبة. أعطى برنامج إكس-بلاي من قناة جي 4 صدام النينجا نجمتين من أصل خمسة، لائمًا محرك القتال على أنه «بدائي مثير للسخرية وسطحي»، وانتقد أيضًا نقص القصة أو استخدام المشاهد أو الإضافات. علق غيم سباي أيضًا على هذا، لافتًا النظر إلى أنه «بالنظر إلى سحر المادة الأصلية، فإنها تعد (اللعبة) مخيبة للآمال».
كانت التفاعلات الحاسمة للعبة صدام النينجا 2 مشابهة لسابقتها، بآراء متباينة من النقاد. جمع ميتاكريتيك «نقاطًا عالمية» بمجموع نقاط 74/100 من 22 مراجعة للعبة صدام النينجا 2. انتقد إكس-بلاي اللعبة لنمطها ذي اللاعبين الاثنين وأساليب القتال المتشابهة للشخصيات. ولكنهم مع ذلك أثنوا على نمط اللعبة رباعي اللاعبين والتحريك، معلقين عليهما أنهما «[أتقنوا] مظهر الشخصيات الكرتونية»، وأشاروا تحديدًا إلى تحريك تقنيات الشخصيات الخاصة بوصفها «مثيرة للإعجاب بشكل ملحوظ». اتفق آي جي إن مع هذا التقييم، مشيرًا إلى «المظهر الأكثر وضوحًا» للعبة و«عمقها الإجمالي». ردد موقع غيم سبوت نفس الجمل من مراجعة صدام النينجا، وادعوا أن نظام القتال «بسيط»، إلى النقطة التي جعلت من توسع لائحة اللعبة «لا علاقة لها بالموضوع»، وأن اللعبة «ليست مرضية للعب». بالرغم من إعجاب غيم سبوت «بموسيقى الخلفية ذات الطابع الياباني عالية الطاقة»، إلا أنه انتقد أدائها الصوتي «المكرر البغيض»، وتواجده الدائم في اللعبة. أشاد غيم سبوت بأن صدام النينجا 2 «قامت بالقليل في النهاية لتحسين الأصلية»، وأشعرتنا بأنها «لعبة مطورة أكثر منها لعبة لاحقة». عارض آي جي إن هذا القول بشدة، مدعيًا أنه على الرغم من أن اللعبة مشابهة لسابقتها، إلا أنها أضافت «طنًا من العمق» في نظام القتال وخيارات الشخصيات. أشاد آي جي إن «بعمق شخصيات اللعبة وتعقيدها» بوصفها «رائعة» و«تستحق اللعب». ركز موقع غيم سباي على اللعب الجماعي الرباعي، ويقارنها بلعبة سوبر سماش برذرز ميلي الأكثر مبيعًا وأنها كانت «وصفة للكثير من المتعة». ومثل سابقتها، حققت صدام النينجا 2 إنجازًا في المبيعات وصل إلى 250,000 نسخة مباعة، مما أكسبها مركزًا في ألعاب اختيار اللاعبين لنينتندو.
تلقت ثورة صدام النينجا كسابقتيها من السلسلة نقاطًا عالية من آي جي إن، والذي ذكر أن اللعبة «ممتعة سواء كنت معجبًا بالأنمي أو لا»، وواصل الأمر بتلقيبها بأفضل لعبة قتال لمنصة وي حتى تاريخ المراجعة، وأعطاها نتيجة نهائية 8.4 من أصل 10. أعطت مجلة نينتندو باور اللعبة 7 من 10، وقالت أن اللعبة هي مجرد تحديث من النسخ السابقة. وأعطى موقع ميتاكريتيك اللعبة - كالألعاب السابقة على الموقع - «تقييمات متوسطة أو متباينة» بنتيجة 74/100 لثلاثة وعشرين ناقد.
أعطت مجلة نينتندو باور اللعبة اللاحقة لها ثورة صدام النينجا 2 تقييم بنتيجة 8 من 10 لأنماطها الجديدة وطريقة اللعب المحدَّثة وأطلقت عليها أيضًا لقب «أفضل لعبة قتال لناروتو لنينتندو حتى تاريخ النشر». أعطى موقع آي جي إن اللعبة 8.2 من 10، قائلاً «شخصيات جديدة ومراحل جديدة ونفس الإحساس. سيحبها المعجبون، ولكن لن يريد الجميع شرائها من جديد». مثل الألعاب السابقة تلقت هذه اللعبة أيضًا «تقييمات متباينة ومتوسطة» على ميتاكريتيك وحصلت عن نقاط من النقاد تساوي 74/100.
أعطى موقع آي جي إن لعبة ثورة صدام النينجا 3 مجموع 8 من 10، مشيدًا بامتلاك اللعبة طاقم الشخصيات الأكثر اتزانًا وأفضل آليات لعب في السلسلة. انتقد أيضًا آي جي إن نمط القصة واللعب الجماعي على الإنترنت البطيء. ومع ذلك، أعطى ميتاكريتيك مجددًا هذه اللعبة أيضًا «تقييمات متباينة أو متوسطة» بمجموع نقاط 74/100 مشابهًا للألعاب السابقة من السلسلة من 22 ناقد.

## وصلات خارجية
- ألعاب ناروتو بنظام نينتيندو (بالإنجليزية)
- الموقع الرسمي لتومي (بالإنجليزية)
- الموقع الرسمي لدي3 (بالإنجليزية)
- الموقع الرسمي لدي3 (باليابانية)
- الموقع الرسمي لإيتنغ (باليابانية)